# مسعود الماضي
مسعود الماضي (أُعدم سنة 1834) هو شيخ عشيرة وسياسي عربي فلسطيني عاش أثناء الحكمين العثماني والمصري لفلسطين في النصف الأول من القرن التاسع عشر. ينتمي إلى أسرة فلسطينية ذات أصول بدوية من بئر السبع استوطنت قرية إجزم، إحدى قرى قضاء حيفا، في شمال فلسطين. كان يعيش في دار كبيرة بعكا، وكان على علاقة ودية بسليمان باشا العادل ـ والي عكا بين عامي 1804 و1819، الذي ولاه متسلمية حيفا وساحل عتليت ما بين قرية أم خالد وجنوب عكا، ثم صار متسلم يافا (جابي ضرائبها) بحلول سنة 1830، كما كان أيضًا متسلمًا لغزة والرملة واللد.

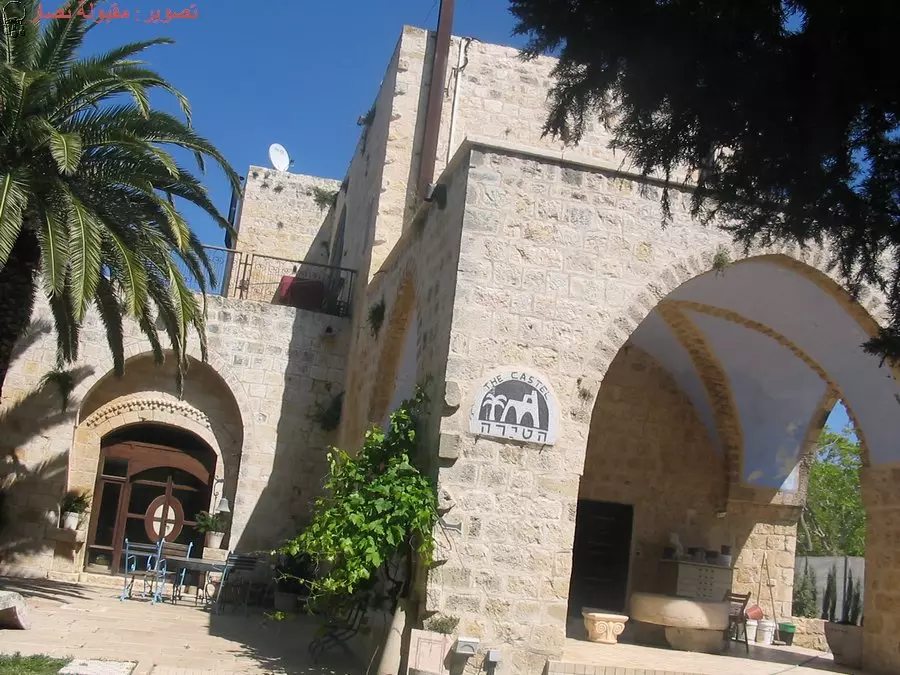
بيت مسعود الماضي في قرية اجزم المهجرة بعد ان تم الاستيلاء عليه من قبل المستوطنين الاسرائيليين واستخدامه حتى هذا اليوم

## إعدامه
أُعدم مسعود الماضي بأمر من إبراهيم باشا ابن والي مصر محمد علي باشا سنة 1834، لدوره في تمرد أهل فلسطين على الحكم المصري.